# Attalea oleifera
Attalea oleifera, pindoba, es una especie de planta con flor palma en la familia Arecaceae.

## Hábitat
Es endémica de Brasil, en la región de Mata Atlántica; común en Pernambuco, Paraíba, Alagoas, presente en la  faja litoral hasta la transición de Caatinga y Cerrado.
Se dispersa zoóricamente con mamíferos.
Su amenaza es por sobreexplotación de las hojas para material de construcción, y forraje, causando una declinación en su potenial reproductivo. La germinación es pobre a sol pleno.

## Descripción
Es un árbol de hasta 25-30 m de altura, tronco de 3-5 dm de diámetro; hojas de 4–8 m de largo.

## Usos
Muy indicada como planta ornamental,  y sus hojas se usan para cobertura de casas rústicas. Las almendras, simientes, producen aceite comestible de excelente calidad; también para iluminación, jabones. Los individuos adultos de tamaño medio de estas palmeras pueden trasplantarse sin problemas.

## Taxonomía
Attalea oleifera  fue descrita por João Barbosa Rodrigues y publicado en Revista Brasil. (1879-81) 7: 123 (1881)
Etimología
Attalea: nombre genérico que conmemora a Atalo III Filometor, rey de Pérgamo en Asia Menor, 138-133 antes de Cristo, que en el ocaso de su vida se interesó por las plantas medicinales.
oleifera: epíteto latín que significa "con aceite"
Sinonimia
- Attalea compta Mart.
- Attalea burretiana Bondar
- Attalea concentrista Bondar[5][6][7][8]